# Ælle de Sussex
Ælle (também Aelle ou Ella) aparece em fontes antigas como rei dos saxões do sul, reinando no lugar onde hoje é chamado Sussex, Inglaterra, entre 477 até talvez o fim de 514.
De acordo com a Crônica Anglo Saxã, Ælle e seus três filhos são descritos como tendo chegado ao lugar chamado Cymensora e batalhado contra os Bretões locais . A crônica diz que houve uma vitória em 491, onde hoje é Pevensey, onde a batalha terminou com os Saxões massacrando seus oponentes até o último homem.
Ælle foi o primeiro rei registrado pelo cronista do século VIII Beda a ter exercido "imperium", ou soberania, sobre outros reinos anglo-saxões. Na Crônica Anglo Saxã, no fim do século IX (cerca de quatrocentos anos após seu tempo), Ælle é registrado como tendo sido o primeiro bretwalda, ou "governante da Grã-Bretanha", apesar de não haver evidências de que esse foi seu título contemporâneo. A morte de Ælle não é registrada e apesar de ele ter sido o fundador de uma dinastia Saxã do Sul, não há evidências sólidas ligando ele com outros governantes Saxões do Sul. O cronista do século XII Henrique de Huntingdon produziu uma versão aprimorada da Crônica Anglo Saxã, que incluía 514 como o ano da morte de Ælle, mas isso não é garantido.